# Violetta en vivo
În 2013, a fost confirmată o adaptare a seriei în versiune de teatru. Acesta a fost anunțat că va începe la Teatro Gran Rex din Buenos Aires pe 13 iulie 2013. Spectacolul este intitulat "Violetta en vivo", și va putea fi văzut zilnic la ora 14:30 și 17:30 până pe 28 iulie. Drept urmare, s-a hotărât să se extindă până în 15 septembrie, dar nu zilnic. Vor fi 60 de spectacole în mai multe țări.

### Premieri
| Data               | Țara      | Oraș              | Teatru                                        |
| ------------------ | --------- | ----------------- | --------------------------------------------- |
| America Latină     |           |                   |                                               |
| 13 iulie 2013      | Argentina | Buenos Aires      | Teatro Gran Rex                               |
| 14 iulie 2013      | Argentina | Buenos Aires      | Teatro Gran Rex                               |
| 16 iulie 2013      | Argentina | Buenos Aires      | Teatro Gran Rex                               |
| 17 iulie 2013      | Argentina | Buenos Aires      | Teatro Gran Rex                               |
| 18 iulie 2013      | Argentina | Buenos Aires      | Teatro Gran Rex                               |
| 19 iulie 2013      | Argentina | Buenos Aires      | Teatro Gran Rex                               |
| 20 iulie 2013      | Argentina | Buenos Aires      | Teatro Gran Rex                               |
| 21 iulie 2013      | Argentina | Buenos Aires      | Teatro Gran Rex                               |
| 23 iulie 2013      | Argentina | Buenos Aires      | Teatro Gran Rex                               |
| 24 iulie 2013      | Argentina | Buenos Aires      | Teatro Gran Rex                               |
| 25 iulie 2013      | Argentina | Buenos Aires      | Teatro Gran Rex                               |
| 26 iulie 2013      | Argentina | Buenos Aires      | Teatro Gran Rex                               |
| 27 iulie 2013      | Argentina | Buenos Aires      | Teatro Gran Rex                               |
| 28 iulie 2013      | Argentina | Buenos Aires      | Teatro Gran Rex                               |
| 2 august 2013      | Argentina | Buenos Aires      | Teatro Gran Rex                               |
| 3 august 2013      | Argentina | Buenos Aires      | Teatro Gran Rex                               |
| 4 august 2013      | Argentina | Buenos Aires      | Teatro Gran Rex                               |
| 9 august 2013      | Argentina | Buenos Aires      | Teatro Gran Rex                               |
| 10 august 2013     | Argentina | Buenos Aires      | Teatro Gran Rex                               |
| 15 august 2013     | Argentina | Buenos Aires      | Teatro Gran Rex                               |
| 16 august 2013     | Argentina | Buenos Aires      | Teatro Gran Rex                               |
| 17 august 2013     | Argentina | Buenos Aires      | Teatro Gran Rex                               |
| 18 august 2013     | Argentina | Buenos Aires      | Teatro Gran Rex                               |
| 23 august 2013     | Argentina | Buenos Aires      | Teatro Gran Rex                               |
| 24 august 2013     | Argentina | Buenos Aires      | Teatro Gran Rex                               |
| 25 august 2013     | Argentina | Buenos Aires      | Teatro Gran Rex                               |
| 27 august 2013     | Argentina | Buenos Aires      | Teatro Gran Rex                               |
| 30 august 2013     | Argentina | Buenos Aires      | Teatro Gran Rex                               |
| 31 august 2013     | Argentina | Buenos Aires      | Teatro Gran Rex                               |
| 1 septembrie 2013  | Argentina | Buenos Aires      | Teatro Gran Rex                               |
| 5 septembrie 2013  | Argentina | Buenos Aires      | Teatro Gran Rex                               |
| 6 septembrie 2013  | Argentina | Buenos Aires      | Teatro Gran Rex                               |
| 7 septembrie 2013  | Argentina | Buenos Aires      | Teatro Gran Rex                               |
| 8 septembrie 2013  | Argentina | Buenos Aires      | Teatro Gran Rex                               |
| 10 septembrie 2013 | Argentina | Buenos Aires      | Teatro Gran Rex                               |
| 11 septembrie 2013 | Argentina | Buenos Aires      | Teatro Gran Rex                               |
| 14 septembrie 2013 | Argentina | Buenos Aires      | Teatro Gran Rex                               |
| 15 septembrie 2013 | Argentina | Buenos Aires      | Teatro Gran Rex                               |
| 28 septembrie 2013 | Paraguay  | Asunción          | Polideportivo del Club Sol de América         |
| 29 septembrie 2013 | Paraguay  | Asunción          | Polideportivo del Club Sol de América         |
| 3 octombrie 2013   | Argentina | Santa Fé          | Club Unión Santa Fé                           |
| 4 octombrie 2013   | Argentina | Santa Fé          | Club Unión Santa Fé                           |
| 6 octombrie 2013   | Argentina | Rosario           | Metropolitano                                 |
| 7 octombrie 2013   | Argentina | Rosario           | Metropolitano                                 |
| 9 octombrie 2013   | Argentina | Neuquén           | Stadio Ruca Che                               |
| 11 octombrie 2013  | Chile     | Santiago del Cile | Movistar Arena                                |
| 12 octombrie 2013  | Chile     | Santiago del Cile | Movistar Arena                                |
| 13 octombrie 2013  | Chile     | Santiago del Cile | Movistar Arena                                |
| 16 octombrie 2013  | Argentina | Mendoza           | Arena Maipú                                   |
| 17 octombrie 2013  | Argentina | Mendoza           | Arena Maipú                                   |
| 19 octombrie 2013  | Argentina | Cordoba           | Orfeo Superdomo                               |
| 20 octombrie 2013  | Argentina | Cordoba           | Orfeo Superdomo                               |
| 21 octombrie 2013  | Argentina | Cordoba           | Orfeo Superdomo                               |
| 26 octombrie 2013  | Brazilia  | San Paolo         | Credicard Hall                                |
| 27 octombrie 2013  | Brazilia  | San Paolo         | Credicard Hall                                |
| 1 noiembrie 2013   | Uruguay   | Montevideo        | Teatro de Verano                              |
| 2 noiembrie 2013   | Uruguay   | Montevideo        | Teatro de Verano                              |
| 15 noiembrie 2013  | Venezuela | Valencia          | Forum de Valencia                             |
| 16 noiembrie 2013  | Venezuela | Caracas           | Poliedro de Caracas                           |
| Europa             |           |                   |                                               |
| 30 noiembrie 2013  | Spania    | Barcelona         | Palau Sant Jordi                              |
| 1 decembrie 2013   | Spania    | Barcelona         | Palau Sant Jordi                              |
| 5 decembrie 2013   | Spania    | Bilbao            | Bilbao Arena                                  |
| 7 decembrie 2013   | Spania    | Madrid            | Palacio de Deportes de la Comunidad de Madrid |
| 8 decembrie 2013   | Spania    | Madrid            | Palacio de Deportes de la Comunidad de Madrid |
| 13 decembrie 2013  | Spania    | Valencia          | Pabellón Municipal Fuente de San Luis         |
| 14 decembrie 2013  | Spania    | Valencia          | Pabellón Municipal Fuente de San Luis         |
| 15 decembrie 2013  | Spania    | Málaga            | Palacio de Deportes José María Martín Carpena |
| 3 ianuarie 2014    | Italia    | Milano            | Mediolanum Forum                              |
| 4 ianuarie 2014    | Italia    | Milano            | Mediolanum Forum                              |
| 6 ianuarie 2014    | Italia    | Bologna           | Unipol Arena                                  |
| 10 ianuarie 2014   | Italia    | Roma              | PalaLottomatica                               |
| 11 ianuarie 2014   | Italia    | Roma              | PalaLottomatica                               |
| 21 ianuarie 2014   | Italia    | Napoli            | PalaPartenope                                 |
| 22 ianuarie 2014   | Italia    | Napoli            | PalaPartenope                                 |
| 25 ianuarie 2014   | Italia    | Catania           | PalaCatania                                   |
| 26 ianuarie 2014   | Italia    | Catania           | PalaCatania                                   |
| 28 ianuarie 2014   | Italia    | Padova            | PalaFabris                                    |
| 29 ianuarie 2014   | Italia    | Padova            | PalaFabris                                    |
| 31 ianuarie 2014   | Italia    | Firenze           | Nelson Mandela Forum                          |
| 1 februarie 2014   | Italia    | Firenze           | Nelson Mandela Forum                          |
| 2 februarie 2014   | Italia    | Torino            | Palasport Olimpico                            |